# Шипіцино (Омська область)
Шипіцино (рос. Шипицыно) — село у Большереченському районі Омської області Російської Федерації.
Муніципальне утворення — Шипіцинське сільське поселення. Населення становить 1268 осіб.

## Історія
Згідно із законом від 30 липня 2004 року входить до складу муніципального утворення Шипіцинське сільське поселення.

## Населення
| 1926 | 2002  | 2010  |
| ---- | ----- | ----- |
| 328  | ↗1407 | ↘1268 |